# ك. إ. مورغان
ك. إ. مورغان (بالإنجليزية: C. E. Morgan)‏ واسمها كاثرين ألين مورغان (بالإنجليزية: Catherine Elaine Morgan)‏ (1976  -  )؛ كاتِبة، وروائية من الولايات المتحدة.